# Yam (divinità)
Yam, o anche Yammu, (pronuncia ebraica Jam, in ebraico ים) era il dio del mare nella religione cananea, diventato popolare nei tempi degli antichi egizi. Chiamato anche "Giudice Nahar" ("Giudice fiume"), era anche uno dei 'ilhm (Elohim) o figli di El. Altri contestano l'esistenza dei nomi alternativi, sostenendo che si tratta di un errore di traduzione del testo danneggiato.
Yam è la divinità del caos primordiale e rappresenta la forza del mare selvaggio e rabbioso, rappresentato dalle furiose tempeste marine. Gli dei scacciarono Yam dalla monte Sappan (odierno Jebel Aqra). Il drago a sette teste Lotan viene spesso associato al dio. Le caratteristiche della creatura lo accomunano alla sua controparte sumera Tiāmat, la dea madre primordiale delle acque marine.
Figlio più potente del dio El, Yam prova forte odio verso Ba'al Hadad, figlio del dio Dagon. Yam è una divinità del mare e il suo palazzo è situato nel baratro delle profondità (o "Tehwom" in ebraico) oceaniche. I Greci lo identificarono con il loro Poseidone, come identificarono El e Baal rispettivamente con Crono e Zeus. La prima parte, del testo mitologico ugarico Il ciclo di Baal, narrava dello scontro tra gli dei Baal e Yam per la conquista del trono del re degli dei.

## Divinità Corrispondenti
"Yam, il giudice Nahar" ha somiglianze con la mesopotamica Tiāmat e suo marito Abzu, le forze primordiali rappresentanti rispettivamente le impetuose acque marine, e le dolci acque sotterranee. La battaglia tra Yam e Baal inoltre assomiglia, nelle mitologie hurrite e ittite, alla battaglia tra il dio celeste Teshub (o Tarhunt) e il drago Illuyanka, o ancora, presso i sumeri, alla battaglia tra Tiamat e Enlil (Marduk per i babilonesi). Tuttavia, a differenza delle altre creature, Yam non viene ucciso da Baal, ma viene solo addormentato grazie all'intervento della sorella e sposa di Baal, Anat.